# Sergio del Valle
Sergio del Valle Jiménez (15 de abril de 1927 - 15 de noviembre de 2007) fue un médico y militar cubano.

## Biografía
En julio de 1957 se incorporó como médico y soldado del Movimiento 26 de Julio durante la Revolución cubana. En diciembre de 1959, fue nombrado presidente de un tribunal encargado del juicio de Huber Matos.
Fue Jefe del Estado Mayor Central cuando se produjo la crisis de los misiles en 1962. Cofundador del Partido Comunista Cubano, miembro de su Buró Político y del Comité Central, fue diputado en la Asamblea Nacional del Poder Popular de Cuba y miembro del Consejo de Estado. De 1968 a 1979 fue Ministro del Interior, puesto desde donde defendió la aplicación de la pena de muerte en Cuba. Posteriormente, ocupó la cartera de Salud Pública desde 1979 hasta 1986.